# Altneihauser Feierwehrkapell’n

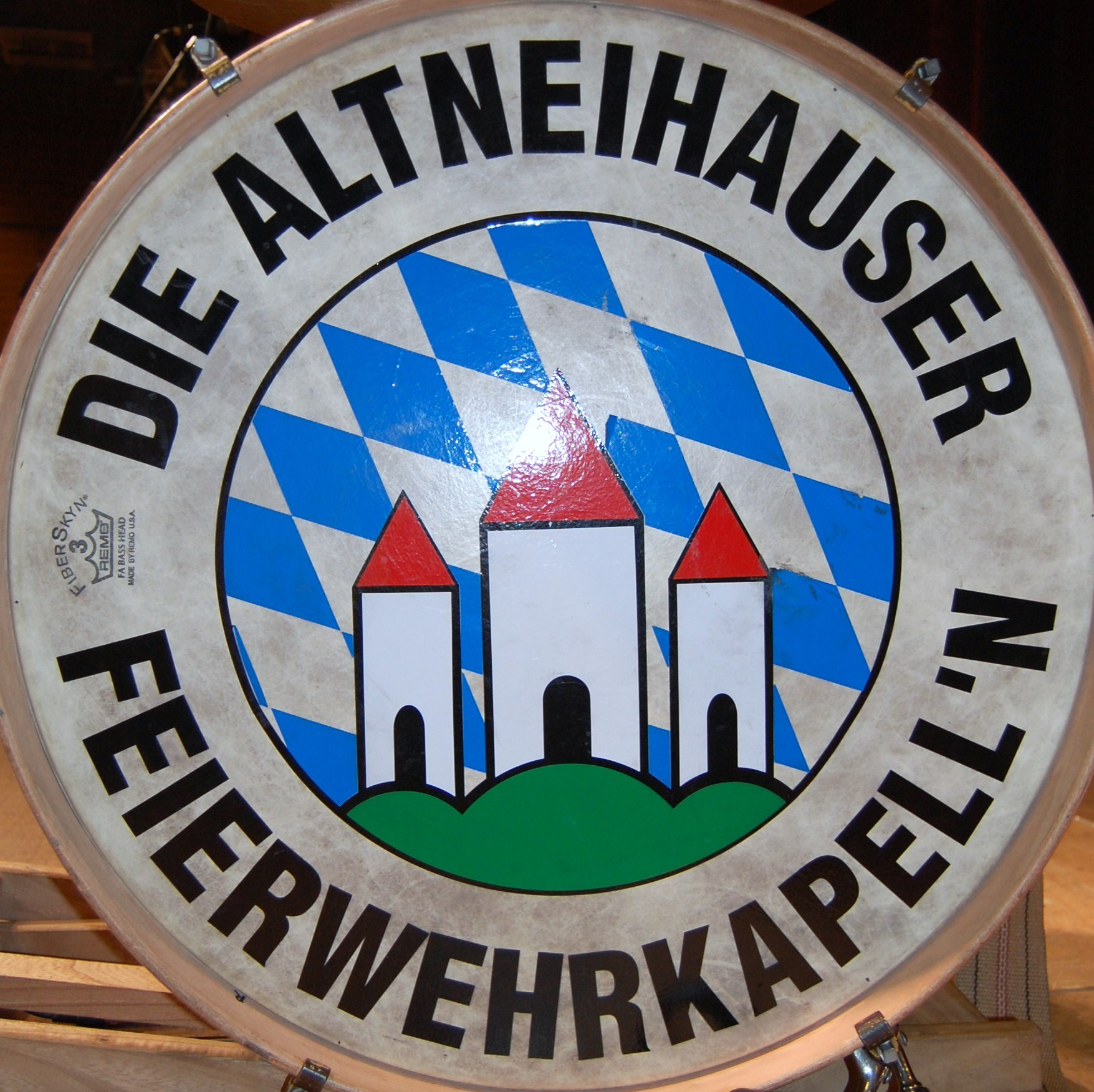
Logo der Altneihauser Feierwehrkapell’n

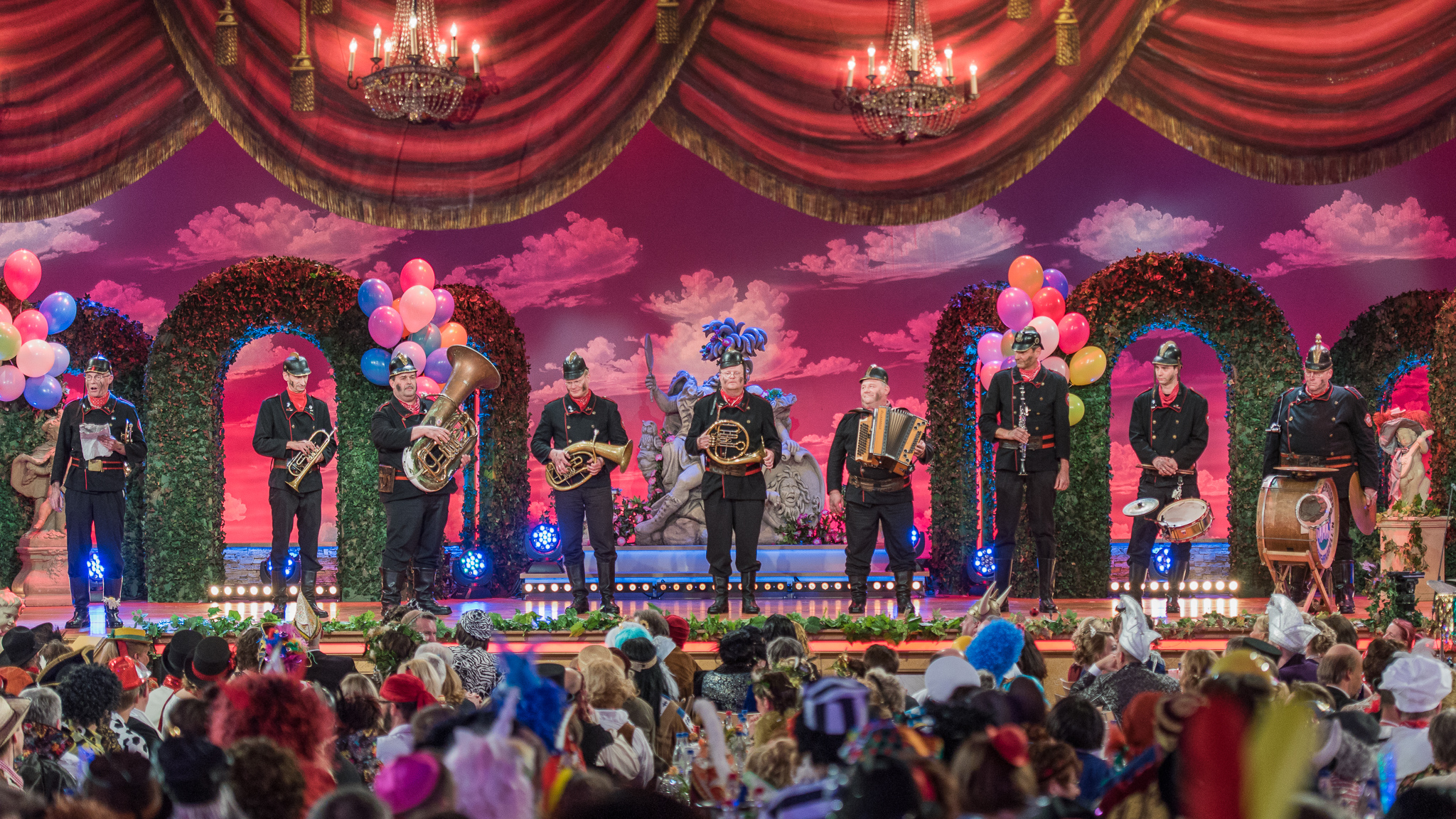
Auftritt bei der Fastnacht in Franken 2017

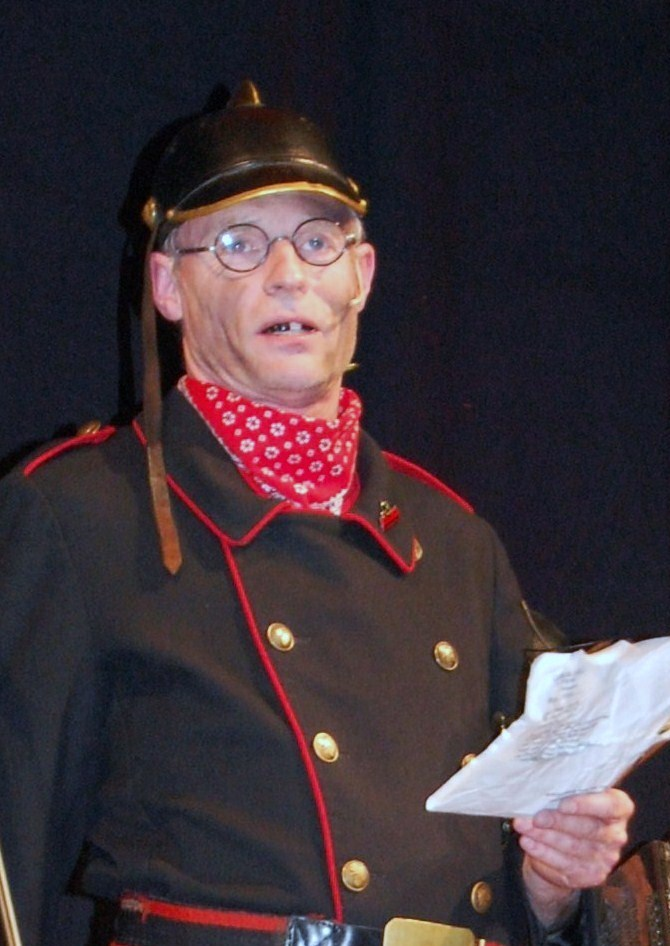
Norbert Neugirg, Kabarettist und Schauspieler, als Feierwehr-Kommandant

Die Altneihauser Feierwehrkapell’n (bairisch für Altneuhauser Feuerwehrkapelle) ist eine neun- bis elfköpfige Blaskapelle und Kabarettgruppe aus der Oberpfalz. Die Mitglieder des Ensembles stammen aus der Gegend rund um die Stadt Windischeschenbach.

## Geschichte
Das Ensemble besteht seit 1985 und war zunächst vor allem in der nördlichen Oberpfalz bekannt. Sein Name leitet sich vom Biotop Altneuhaus im Naturschutzgebiet Waldnaabtal her. Geleitet wird die Altneihauser Feierwehrkapell’n von Norbert Neugirg, der als Manager und Texter seit 2000 als Einziger hauptberuflich tätig ist. Mit den Fernsehauftritten bei Carolin Reiber in der Volkstümlichen Hitparade im ZDF und insbesondere durch die seit 2006 jährlichen Auftritte in der TV-Sendung Fastnacht in Franken des BR Fernsehens wurde sie einem größeren Publikum bekannt. Seither tritt die Gruppe vermehrt überregional auf, die Anlässe reichen von Geburtstagen und privaten Feierlichkeiten bis zu öffentlichen Veranstaltungen, wie zum Beispiel der Verabschiedung des bayerischen Ministerpräsidenten Edmund Stoiber in der Bayerischen Vertretung in Berlin.
Beim Auftritt 2018 in der Fastnacht in Franken wurde nach einigen sexistisch angehauchten Scherzen insbesondere ein Lied über die 24 Jahre ältere Ehefrau von Frankreichs Staatspräsident Emmanuel Macron von vielen Zuschauern und Medien als Skandal empfunden. Sie wurde als „gut eingefahr’ne[r] Schlitten“, „gut abgehang’ne Dame“ und „schärfste alte Hütte“ bezeichnet. Neben vereinzelten Buh-Rufen schon in der Sendung gab es hinterher zahlreiche kritische Stimmen.

## Programm
Die Auftritte der Altneihauser in historischen Feuerwehruniformen stellen eine Mischung aus Blasmusik und politischem Kabarett dar. Neugirg passt seine lustigen, teils politisch-provokanten Reden ebenso wie die dargebotenen Musikstücke je nach Anlass und Publikum an. Die Darbietung, die stets in Reimform erfolgt, erinnert stark an das in Bayern beliebte Derblecken von Politikern. Das Bühnenprogramm wurde bis zu dessen Tod 2020 unter der Leitung des Regisseurs Christian Höllerer entwickelt und einstudiert.

## Feuerwehrhymne
Die Altneihauser Feierwehrkapell’n hat im Jahr 2003 eine Feuerwehrhymne in Anerkennung des Einsatzes der Feuerwehrleute in der ganzen Welt komponiert. Die Hymne hat, im Gegensatz zu anderen Kompositionen des Ensembles, einen durchaus ernsten Charakter und wurde vom Landesfeuerwehrverband Bayern zum Spielen und Singen bei offiziellen Anlässen empfohlen. Die Hymne wurde von mehreren Gruppen interpretiert, darunter die Regensburger Domspatzen und das Heeresmusikkorps 4 Regensburg. Da sie Feuerwehrleute in der ganzen Welt ehren soll, wurde sie auch ins Englische übersetzt. Auch international fand sie Beachtung. So reagierte unter anderem der Gouverneur von Kalifornien, Arnold Schwarzenegger, nach Zusendung der Feuerwehrhymne auf CD mit einem Dankschreiben auf offiziellem Briefpapier des US-Bundesstaates Kalifornien.

## Besetzung
Stand: 2009
- Norbert Neugirg – Trompete und Texte
- Josef Treml – Trompete
- Thomas Kießling – Klarinette
- Stefan Schricker – Horn
- Peter Fuhrmann – Tenorhorn
- Rupert Beer – Tuba
- Ludwig Schieder – Steirische Knopfharmonika
- Dominik Knott – Kleine Trommel
- Reinhard Stummreiter – Große Trommel

## Auszeichnungen
- Kulturpreis Bayern 2007 der E.ON Bayern AG[7]
- 2012: Künstler des Monats der Metropolregion Nürnberg[8]
- 2016: Heimatpreis Bayern als herausragende Vertreter des launigen Oberpfälzer Humors[9]